# Georgi Chilikov
Georgi Chilikov (né le 23 août 1978) est un joueur de football bulgare.